# رؤیاهای لندن
رویاهای لندن (به انگلیسی: London Dreams) فیلم موزیکال و رمانتیک است که در سال ۲۰۰۹ اکران شد.

## خلاصه داستان
دو دوست که از بچگی عاشق موزیک هستند در نوجوانی از هم جدا می‌شوند. آرجون به ندبال موزیک راک به لندن رفته و مانجیت (سلمان خان) در هند می‌ماند و به علافی می‌پردازد. آرجون حالا معروف شده و سلمان را با خود به لندن می‌برد ولی استعداد سلمان خان اینقدر زیاد است که آرجون …